# 洁净希蛛
洁净希蛛（学名：Achaearanea mundula）为球蛛科希蛛属的动物。分布于印度、马来西亚、新几内亚、澳大利亚、秘鲁、巴西以及中国大陆的海南等地。